# Antinatalismus

Arthur Schopenhauer (1788–1860), slavný představitel antinatalistické teorie

Antinatalismus je filosofický postoj, který přisuzuje narození negativní hodnotu, a který tak stojí v opozici natalismu. Mezi jeho přední zastánce patří Arthur Schopenhauer, Peter Wessel Zapffe a David Benatar, jehož kniha Nebýt či být vyšla také v češtině a v současnosti ji lze vnímat jako jeden z nejpopisnějších manifestů antinatalismu. Podobné myšlenky najdeme také v části Aristotelovy Etiky Eudemovy jako „moudrost Silénovu“ a tvorbě Fridricha Nietzscheho.

## Argumenty pro antinatalismus

### Morální odpovědnost

#### Arthur Schopenhauer
Arthur Schopenhauer tvrdil, že hodnota života je v podstatě negativní, protože jakákoliv pozitivní zkušenost bude vždy převážena utrpením, které je silnějším pocitem.
Kdokoliv chce okamžitě otestovat tvrzení, že potěšení ve světě převáží bolest, či že se v každém případě tyto dvě navzájem vyrovnávají, měl by porovnat pocity zvířete, které hltá druhé, s pocity toho druhého.
Schopenhauer se domníval, že nejrozumnějším postojem je děti na svět nepřivádět:
Pokud by děti byly na svět přiváděny jen z aktu čistého rozumu, existovala by nadále lidská rasa? Neměl by člověk spíše více soucitu s následujícími generacemi, aby je ušetřil břemena existence, či aby na sebe vzal úděl chladnokrevného uložení tohoto břemene?

#### Peter Wessel Zapffe
Norský filosof Peter Wessel Zapffe poznamenal, že děti jsou na svět přiváděny bez souhlasu či rozvážení:
V souladu s mým pojetím života jsem zvolil nepřivést na svět děti. Mince je prozkoumána a jen po řádném zvážení je dána žebrákovi, kdežto dítě je vymrštěno do kosmické brutality bez otálení.

#### David Benatar

##### Axiologická asymetrie
David Benatar vycházel z předpokladu, že působení újmy je morálně špatné a měli bychom se ho vyvarovat. Tvrdí, že narození nové osoby je vždy spojeno s význačnou újmou této osobě, a proto je morálním imperativem nemnožit se. Jeho argument je založen na následujících premisách:

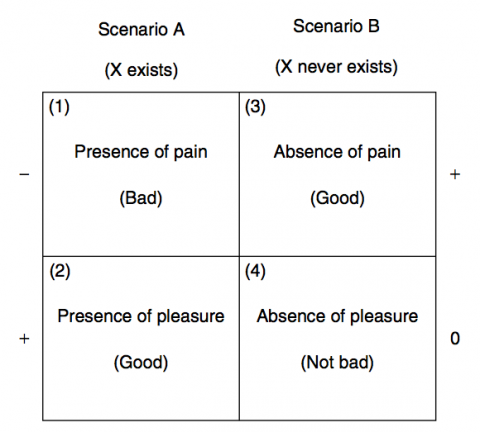
Schéma Benatarovy asymetrie

(1) Přítomnost bolesti je špatná.
(2) Přítomnost potěšení je dobrá.
(3) Nepřítomnost utrpení je dobrá, i pokud si toto dobro nikdo neužívá.
(4) Nepřítomnost potěšení není špatná, dokud neexistuje někdo, pro koho je tato nepřítomnost strádáním.
Pokud někdo existuje, existuje i přítomnost bolesti a přítomnost potěšení. Pokud někdo neexistuje, není přítomna bolest ani potěšení, přičemž absence potěšení však v důsledku neexistence vědomí nemůže být vnímána jako deprivace. Benatar v tomto argumentu uvádí bolest a potěšení pouze jako příklady dobrého a špatného v životě, obdobně by se dalo formulovat i pro další věci, které vnímáme jako negativní a pozitivní. Pro Benatara „by jakékoliv utrpení stačilo, aby byl příchod do existence újmou“ a újma, kterou příchod do existence způsobí, je podle něj vyhnutelná a zbytečná. Podle Benatara je dobré vyhnout se újmě vždy, kdykoliv je to možné, a proto je vždy dobré nepřijít do existence.

##### Následky plození dětí
Benatar přednáší statistická data, která demonstrují, jaké následky má přivedení lidí na svět. Je odhadováno, že:
- za posledních 1 000 let přes 15 milionů lidí pravděpodobně zemřelo při přírodních katastrofách,
- každý den zemře hlady přibližně 20 000 lidí,
- odhadem 840 milionů lidí trpí hladem a podvýživou,
- mezi lety 541 a 1912 podlehlo odhadem přes 102 milionů lidí moru,
- chřipková epidemie z roku 1918 zabila přes 50 milionů lidí,
- každý rok zemře téměř 11 milionů lidí na infekční onemocnění,
- zhoubné neoplasmy si ročně vyžádají přes 7 milionů životů,
- zhruba 3,5 milionů lidí zemře každoročně při nehodách,
- zhruba 56,5 milionů lidí zemřelo v roce 2001, to je přes 107 lidí za minutu,
- před dvacátým stoletím bylo přes 133 milionů lidí zabito v masových vraždách,
- během prvních 88 let dvacátého století bylo 170 milionů (a možná až 360 milionů) lidí zastřeleno, zbito, týráno, pobodáno, upáleno, vyhladověno, umrznuto, rozdrceno nebo upracováno k smrti, upáleno zaživa, utopeno, pověšeno, bombardováno nebo zabito jedním z dalších nesčetně mnoha způsobů, kterými vlády přivodili smrt neozbrojeným, bezmocným občanům a cizincům,
- v šestnáctém století bylo 1,6 milionů úmrtí zaviněných konfliktem, v sedmnáctém století 6,1 milionů, v osmnáctém století 7 milionů, v devatenáctém století 19,4 milionů a ve dvacátém století 109,7 milionů,
- zranění utrpěná ve válkách vedla k 310 000 úmrtím v roce 2000,
- kolem 40 milionů dětí je každoročně týráno,
- přes 100 milionů současně žijících žen a dívek bylo podrobeno ženské obřízce,
- 815 000 lidí spáchalo sebevraždu v roce 2000[6] (v roce 2016 Mezinárodní asociace pro prevenci sebevražd odhadla, že někdo spáchá sebevraždu každých 40 sekund, více než 800 000 lidí za rok).[7]

##### Misantropický argument
Kromě filantropických argumentů, založených na starosti o lidi, kteří budou přivedeni na svět, Benatar také navrhuje, že další cestou k antinatalismu je misantropický argument, který dle jeho názoru může být shrnut následovně:
Další cesta k antinatalismu je skrze argument, kterému říkám „misantropický“ argument. Podle tohoto argumentu jsou lidé destruktivní druh s velikým množstvím vad, který je zodpovědný za utrpení a smrt miliard dalších lidí a zvířat. Kdyby taková míra destrukce byla způsobena jakýmkoliv jiným druhem, velice rychle bychom doporučili, aby noví členové toho druhu nebyli přiváděni na svět.

#### Kantův imperativ
Julio Cabrera, David Benatar:s.129–131 a Karim Akerma prohlašují, že plození dětí je v rozporu s praktickým imperativem Immanuela Kanta (dle něj by člověk nikdy neměl být použit jako pouhý prostředek k nějakému účelu, mělo by na něj být vždy pohlíženo jako na lidství ve své osobě). Poukazují, že člověk může být stvořen pro své rodiče nebo jiné lidi, ale není možné někoho stvořit pro jeho vlastní dobro; a tedy bychom dle Kantova doporučení neměli vytvářet nové lidi. Heiko Puls tvrdí, že z Kantových úvah ohledně rodičovských povinností a lidského rozmnožování obecně vyplývají argumenty pro eticky odůvodněný antinatalismus. Kant tenhle postoj ovšem podle Pulse ve své teleologii odmítá z meta-etických důvodů.

#### Nemožnost souhlasu
Seana Shiffrin, Gerald Harrison, Julia Tanner, Asheel Singh, Jimmy Alfonso Licon a další argumentují, že plození dětí je z morálního hlediska problematické kvůli nemožnosti získání souhlasu člověka, který bude stvořen.
Seana Shiffrin předkládá čtyři faktory, které podle jejího názoru činí předpokládání hypotetického souhlasu s narozením problematickým:
1. pokud čin není uskutečněn, nehrozí velká újma;
2. pokud je čin uskutečněn, újma utrpěná stvořenou osobou může být závažná;
3. stvořená osoba nemůže uniknout vzniklé situaci bez velké újmy (sebevražda je často fyzicky, psychicky a morálně nesnesitelnou možností);
4. hypotetické svolení není posuzováno podle preferencí a hodnot osoby, která bude nést následky vzniklé situace.[15]

Gerald Harrison a Julia Tanner argumentují tím, že pokud chceme někoho významně ovlivnit naším činem a není možné získat jejich souhlas, pak by běžně akceptovanou volbou mělo být tento čin neuskutečnit. Výjimkou jsou podle nich činy, kterými chceme zabránit ještě větší újmě (například odstrčení někoho z cesty padajícího klavíru). Plození dětí podle nich ovšem mezi takové činy nepatří, protože před provedením činu osoba neexistuje (tedy jí nehrozí žádná újma, pokud čin nebude proveden).
Asheel Singh zdůrazňuje, že není třeba být toho názoru, že je příchod na svět vždy celkově újma, pro přijetí antinatalismu jako opodstatněného názoru. Podle jeho názoru stačí věřit, že z morálního hlediska nemáme právo způsobit někomu bez jeho svolení vážnou újmu, které se lze vyhnout.
Podobně podle Jimmyho Alfonsa Licona je plození morálně ospravedlnitelné, jen pokud existuje způsob, jak získat informovaný souhlas od neexistující osoby, a vzhledem k této nemožnosti je plození tedy nemorální.

#### Smrt jako újma
Marc Larock předkládá tzv. „deprivationalismus“ , podle nějž:
- Je v zájmu každého člověka nově uspokojit preferenci.
- Pokud je člověku odepřeno nové uspokojení preference, je to proti jeho zájmu, a tedy ho to poškozuje

Larock argumentuje, že pokud je člověku odepřeno uspokojení nekonečného množství preferencí, bude tím nekonečně mnohokrát poškozen, a smrt je jednou takovou deprivací, ke které plození dětí vede.
Všichni jsme přivedeni na svět bez našeho souhlasu, a během našeho života jsme obdařeni mnoha dobrými věcmi. Bohužel množství dobrých věcí, které každý z nás může mít ve svém životě, je limitováno. Každý z nás jednou zemře a budeme navždy odloučeni od vyhlídky na cokoliv dalšího dobrého. Život se z tohoto pohledu zdá jako krutý vtip.
Larock věří, že není správné vyvážit tento pohled tvrzením, že smrt je pro nás také nekonečně velký benefit, protože nás chrání před nekonečným množstvím nových preferencí. Navrhuje myšlenkový experiment, ve kterém máme dva lidi – Marii a Toma. První z nich, Marie, zemře ve věku čtyřiceti let na komplikace spojené s degenerativní chorobou. Marie by byla bez těchto komplikací ještě nějaký čas žila, ale nezažívala by nic dobrého, jen špatného. Druhý z nich, Tom, zemře ve stejném věku na stejnou chorobu, ale v jeho případě je nemoc v takovém stadiu, že by jeho tělo nebylo schopno fungovat.
Podle Larocka je špatné, když se někdo, jako v případě Toma, dostane do bodu, že již pro něj není možné prožít ve svém životě něco dobrého; každý život se jednou, pokud člověk žije dostatečně dlouho, do takového bodu dostane a naše intuice nám neříká, že by to obecně bylo dobré, nebo dokonce neutrální. Měli bychom tedy odmítnout postoj, podle kterého je smrt také nekonečně velký benefit, a to protože si myslíme, že Tom měl smůlu. V případě Marie nám intuice říká, že její neštěstí není tak velké jako Tomovo. Její neštěstí je zmírněno tím, že smrt ji zachránila před reálnou vyhlídkou na prožití něčeho špatného. V Tomově případě nemáme stejný intuitivní pocit. Žádná – ani špatná, ani dobrá – budoucnost pro něj nebyla fyzicky možná. Larock se domnívá, že přestože neuskutečnitelnost budoucích dobrých prožitků se nám zdá jako újma, to, že není logicky možné prožít v budoucnosti něco špatného, se samo o sobě nezdá jako benefit, který by to vyvážil. Pokud by tomu tak bylo, nebylo nic zvláštního na konstatování, že Tomovi se nepřihodilo žádné neštěstí. Ale on obětí neštěstí je, stejně jako Marie. Mariino neštěstí se ale nezdá tak velké, protože její smrt zabránila velkému trápení. Podle Larocka by se na tyhle dva případy většina lidí dívala stejně. Tenhle závěr má vést k tvrzení, že uznáváme asymetrii mezi újmami a benefity, které smrt přináší.

#### Dopad na mimolidské živočichy
David Benatar, Gunter Bleibohm, Gerald Harrison, Julia Tanner, and Patricia MacCormack věnují pozornost škodě, kterou lidé způsobují ostatním vnímajícím bytostem. Řekli by, že miliardy mimolidských živočichů jsou každoročně naším druhem týrány a poraženy kvůli výrobě živočišných produktů, pokusech na zvířatech, důsledkem ničení životního prostředí zvířat či pro sadistické potěšení. Z velké části se shodují se zastánci práv zvířat, že ubližování zvířatům je nemorální. Považují lidstvo za nejničivější druh na planetě a argumentují tím, že bez nových lidí by nebyla žádná škoda způsobená ostatním vnímajícím bytostem těmito novými lidmi.
Někteří antinatalisté jsou také vegetariáni nebo vegani z etických důvodů a navrhují, že tyto postoje se navzájem doplňují, protože mají společného jmenovatele: neubližovat druhým vnímajícím bytostem. Tento postoj byl už součástí manicheismu a katarství.

#### Dopad na životní prostředí
Dobrovolníci z Hnutí za dobrovolné vyhynutí lidstva tvrdí, že lidská činnost je hlavní příčinou ekologické újmy, a tím pádem je zřeknutí se plození dětí „humanitární alternativou lidských pohrom“. Další lidé ve Spojených státech amerických a dalších vyspělých zemích mají podobnou obavu co se týče přispívání ke změně klimatu a jiným ekologickým problémům plozením dětí.

### Přelidnění
Někteří zastánci antinatalistického postoje tvrdí, že by antinatalistická opatření mohla vyřešit problémy jako přelidnění, hladomor, vyčerpávání neobnovitelných zdrojů či antropogenní globální oteplování. Některé země, např. Indie nebo Čína, zavedly opatření cílící na snížení počtu dětí na rodinu (politika jednoho dítěte), ve snaze zkrotit vážné obavy z přelidnění a ulevit zátěži na národní zdroje, přestože tato opatření nemohou být považována za všeobecně odrazující od veškerého rození.
Podle antinatalistů by přelidnění v dlouhodobém rámci mohlo vést ke zvýšenému konfliktu o klesající zdroje. Paul Ehrlich ve své knize Populační bomba uvádí, že rychle rostoucí populace brzy způsobí krizi, a obhajuje donucovací antinatalistická opatření na globální úrovni ve snaze vyhnout se maltusiánské katastrofě. Přesto, že v jím očekávaném období (jeho předpovědi z roku 1968 očekávaly katastrofu v pozdních 80. letech 20. století) k žádné krizi nedošlo, za svou knihou si stojí a prohlašuje, že bez budoucích depopulačních snah se problém zhorší.
Významným kritikem přelidnění, často poukazujícím na jeho negativní důsledky v médiích, je také britský přírodovědec a moderátor Sir David Attenborough, který provázel například tematickou epizodou dokumentárního cyklu BBC Horizon. Podobně jako bioložka Jane Goodallová je David Attenborough patronem organizace Population Matters, která se zabývá především vzdělávací činností a vývojem řešení v oblasti populačních problémů.

## Významní antinatalisté
11. století:
- Abú al-Aláʾ al-Maʾarrí
- Omar Chajjám

19. století:
- Julius Bahnsen
- Henri Cazalis
- Karl Robert Eduard von Hartmann[45]
- Marie Huot
- Kurnig
- Gustave Flaubert
- Philipp Mainländer
- Edgar Saltus[46]
- Arthur Schopenhauer

20. století:
- Albert Caraco
- Emil Cioran[47]
- Peter Wessel Zapffe[2]

21. století:
- Karim Akerma[48]
- David Benatar[49]
- Julio Cabrera[50]
- Jim Crawford[51]
- Théophile de Giraud[52]
- Matti Häyry[53]
- Ulrich Horstmann
- Thomas Ligotti[54]
- Patricia MacCormack[55]
- Nina Paley[56]
- Raphael Samuel[57]
- Seana Shiffrin[58]
- Richard Stallman[59]
- Doug Stanhope
- Fernando Vallejo[60]

## Kritika
Kritika antinatalismu přichází od lidí, kteří v přivádění lidí na svět vidí pozitivní hodnotu::s.133–259 David Wasserman kritizoval axiologickou asymetrii Davida Benatara a argument o nemožnosti souhlasu:s.148–181. Psycholog Geoffrey Miller namítl, že „veškeré zkoumání lidského blahobytu ukazuje, že téměř každý napříč kulturami je s přehledem nad neutrálním stavem štěstí. Benatar se jednoduše empiricky mýlí o tom, že život je převážně zaplněn utrpením“. Massimo Pigliucci tvrdí, že základní premisa Davida Benatara, že potěšení je jediné inherentní dobro a bolest jediné inherentní zlo, je chybný argument, který lze vyvrátit skrze filozofii stoicismu, která považuje potěšení a bolest za pouhé neutrální stavy, a že morální ctnosti by měly být jediným vodítkem lidského jednání.
Brian Tomasik zpochybňuje efektivitu antinatalismu zaměřeného na lidi ohledně zmírňování utrpení. Vyzdvihuje fakt, že lidé zabírají přirozená prostředí divokých zvířat, a tedy je ušetří narození do životů s utrpením.
Émile O. Torres tvrdí, že proti Benatarovu tvrzení nemusí antinatalismus vést k vymření lidstva. Pokud by lidstvo například vyvinulo radikální technologie na podporu života, které lidem umožňují žít tak dlouho, dokud by mohlo přežít samotné lidstvo, plození dětí by mohlo zcela ustat bez toho, že by globální populace klesla na nulu.
Robbert Zandbergen prohlásil, že definice antinatalismu je příliš omezená. Důsledkem toho se lidé příliš soustředí na lidské rozmnožování (a jeho omezení nebo zastavení), což by měl být jen konečný důsledek antinatalismu. Počáteční bod je spíše bezútěšný závěr, že život vznikl jako důsledek jakési kosmické chyby. Aby napravili tuto situaci, mají lidé za úkol odčinit nadbytečný tlak generovaný jejich existencí. Jedním ze způsobů tohoto napravení je omezení nebo zastavení lidského rozmnožování.